# Nelson Miller
Nelson Miller – jamajski perkusista i producent muzyczny, znany przede wszystkim z wieloletniej współpracy z Burning Spearem.
Urodził się i dorastał w Port Antonio, stolicy regionu Portland. Grać nauczył się na zestawie perkusyjnym zakupionym przez jego starszego brata. Gdy tworzony przez grupę przyjaciół ze szkoły średniej zespół musiał z powodów osobistych opuścić perkusista, młody Nelson zajął jego miejsce. Jak sam twierdzi, inspirację czerpał początkowo z gry Lloyda Knibba i Carltona "Santy" Davisa. 
Kariera Millera nabrała tempa na początku lat 80., kiedy to dzięki znajomości z Cedrikiem Brooksem dowiedział się, że swój własny zespół postanowił właśnie utworzyć jeden z najsłynniejszych wokalistów na wyspie, Burning Spear. Po przesłuchaniach został przyjęty do składu The Burning Band i od razu wziął udział w nagrywaniu krążka Hail H.I.M.. Od tamtej pory akompaniował Spearowi na wszystkich jego kolejnych płytach (a także był współproducentem kilku z nich) aż do roku 1998, kiedy to muzycy po kłótni zakończyli współpracę w nie najlepszej atmosferze. W późniejszych latach Miller grywał jeszcze z Clintonem Fearonem, zaś obecnie jest członkiem grupy The Solid Foundation Band, akompaniującej DJ-owi dancehallowemu Fitzroyowi "Prezident Brown" Cotterellowi.